# Hervormde Liberale Partij
Hervormde Liberale Partij (Roemeens: Partidul Liberal Reformator, PLR) is een Roemeense politieke partij opgericht op 3 juli 2014 door Călin Popescu-Tăriceanu. Nadat in datzelfde jaar, in aanloop naar de Europese verkiezingen,  de PNL uit de coalitie met de PSD stapte en toenadering zocht tot de PDL  stapte Călin Popescu-Tăriceanu uit de partij en nam enkele leden met zich mee.
Na de Europese verkiezingen stapte de PNL uit de Europese liberale fractie en sloot zich aan bij de EVP (Na de fusie met de PDL zochten enkele Europarlementariërs op eigen initiatief weer aansluiting bij de ALDE). De PLR zoekt nu aansluiting bij de Europese liberale fractie.
De PNL fuseerde tegelijkertijd met de resterende leden van de PSD en schoof PSD’er Klaus Iohannis naar voren als presidentskandidaat. Kort voor Iohannis werd verkozen als president stapte de Hongaarse partij uit de regering en nam de Hervormde Liberale Partij hun plaats in.
De PLR heeft twee ministersposten in de regering-Ponta IV (Andrei Gerea voor Energie en Grațiela Gavrilescu voor Milieu). De alliantie die de PLR is aangegaan met de PSD wordt USL 2.0 genoemd, verwijzend naar de eerste alliantie van de PSD met de PNL. Een jaar later, op 19 juni 2015, gaat de PLR samen met mede-regeringspartij de Conservatieve Partij van Daniel Constantin onder de naam Alliantie van Liberalen en Democraten (ALDE).

## Verwijzing
1. ↑  Tariceanu: The Liberal Reforming Party is advancing Liberalism. Actmedia.eu (4 juli 2014). Geraadpleegd op 15 augustus 2014.
2. ↑  (ro) Guvernul ponta a fost Votat. Care a fost singura defectiune a majorităţii. gandul.info (15 december 2014). Gearchiveerd op 18 januari 2015. Geraadpleegd op 16 januari 2014.

Alliantie van Liberalen en Democraten · Alliantie voor de Unie van Roemenen · Democratisch-Liberale Partij · Democratische Unie van Hongaren in Roemenië · Groot-Roemeniëpartij · Humanistischekrachtpartij · Nationale Democratische Partij · Nationaal-Liberale Partij · Nationale Christen-Democratische Boerenpartij · Nationale Unie voor de vooruitgang van Roemenië · Nieuwegeneratiepartij · Nieuwe Republiek · Noua Dreaptă · M10 · Partij Verenigd Roemenië · Red Roemenië-Unie · Roemeense Sociale Partij · Sociaaldemocratische Partij · Partijen van etnische minderheden · Volksbewegingspartij